# Pseudosericocoma pungens
Pseudosericocoma pungens là loài thực vật có hoa thuộc họ Dền. Loài này được (Fenzl) Cavaco miêu tả khoa học đầu tiên năm 1962.